# Slack (plateforme)
Pour les articles homonymes, voir Slack.
Slack est une plateforme de communication collaborative propriétaire (SaaS) ainsi qu'un logiciel de gestion de projets.
L'entreprise appartient au groupe Salesforce depuis décembre 2020.

## Fonctionnement
« Slack » est l'acronyme de « Searchable Log of All Conversation and Knowledge »", qui peut se traduire en français, "journal de bord avec recherche de toutes les conversations et connaissances" ou  "Accessibilité à toutes les conversations et connaissances",.
Slack fonctionne à la manière d'un chat IRC organisé en canaux correspondant à autant de sujets de discussion. La plateforme permet également de conserver une trace de tous les échanges, permet le partage de fichiers au sein des conversations et intègre en leur sein des services externes comme GitHub, Dropbox, Google Drive ou encore Heroku pour centraliser le suivi et la gestion d'un projet. Un robot peut également répondre automatiquement à certaines requêtes de l'utilisateur et s'améliore au fil du temps grâce à des algorithmes d'apprentissage.
Slack dispose de clients natifs sur la plupart des plateformes mobiles (iOS, Android) ainsi que sur macOS, Windows, Linux, et via un navigateur Web.

## Histoire
Slack a été créé par Stewart Butterfield, Eric Costello, Cal Henderson et Serguei Mourachov en août 2013 et officiellement lancée en Août 2013.
La société lève initialement près de 43 millions de dollars en avril 2014. En octobre 2014, la société lève 120 millions de dollars en capital risque sur la base d'une valorisation de 1,2 milliard de dollars menée par Kleiner Perkins Caufield & Byers et Google Ventures.
En mars 2015, l'entreprise signe un nouvel accord avec des investisseurs afin de lever jusqu'à 160 millions de dollars dans un tour de financement qui valorise la société à 2,76 milliards de dollars. Les nouveaux investisseurs sont Institutional Venture Partners, Horizons Ventures, Index Ventures et DST Global. En avril, la société lève 160 millions de dollars et annonce qu'elle leve un montant supplémentaire de 200 millions de dollars en financement[réf. nécessaire].
En septembre 2017, Slack lève 250 millions de dollars auprès de SoftBank, induisant une valorisation de 5,1 milliards de dollars.
En juillet 2018, Slack acquiert HipChat et Stride, deux de ses concurrents, pour un montant non dévoilé, ces deux derniers logiciels devant être arrêtés en février 2019.
En août 2018, Slack lève 427 millions de dollars, valorisant l'entreprise à 7,1 milliards de dollars.
Le 20 juin 2019, Slack est introduite en bourse, valorisant l'entreprise à 20 milliards de dollars puis 38 milliards quelques jours plus tard. En octobre de l'année suivante, le cours est un peu en dessous de 16 milliards. 
Avant d'entrer en Bourse, la société effectue 11 levées de fonds du fait de perspectives intéressantes de retour sur investissements selon les acteurs du marché. Slack se trouve confronté à la concurrence de Microsoft avec son offre Teams. 
Salesforce annonce le rachat de Slack le 1er décembre 2020 pour un montant de 27,7 milliards de dollars,.

## Diffusion
Selon le Journal du Net, la France est le troisième pays européen où Slack est le plus utilisé derrière la Grande-Bretagne et l'Allemagne. 
La plateforme revendique[pertinence contestée] 250 000 utilisateurs en France. La forte croissance du nombre de travailleurs indépendants a également eu un impact sur le développement d'outils de collaboration comme Slack : certains métiers peuvent être exercés à distance depuis chez soi ou depuis un espace de cotravail : ils ne nécessitent pas la présence physique du travailleur.